# الغنيمية (سوهاج)
قرية الغنيمية هي إحدى القرى التابعة لمركز البلينا بمحافظة سوهاج في جمهورية مصر العربية. حسب إحصاءات سنة 2006، بلغ إجمالي السكان في الغنيمية 6741 نسمة، منهم 3223 رجل و3518 امرأة.